# The Day I Became a God
The Day I Became a God (神様になった日 Kami-sama ni Natta Hi) ist eine Anime-Fernsehserie, die durch das Studio P.A. Works in Zusammenarbeit mit Aniplex unter der Regie von Yoshiyuki Asai entstand. Die Geschichte stammt aus der Feder von Jun Maeda, der zudem das Drehbuch schrieb und an der Komposition der Serienmusik beteiligt war, während das Charakterdesign von Na-Ga entworfen wurde.
Maeda und Na-Ga arbeiteten bereits an Angel Beats! und Charlotte zusammen, sodass The Day I Became a God die dritte Anime-Produktion der beiden darstellt. Der Anime wurde zwischen Oktober und Dezember 2020 im japanischen Fernsehen gezeigt. Der Anime folgt dem Oberschüler Yōta Narukami, der eines Tages auf das Mädchen Hina Satō trifft, die von sich behauptet Odin zu sein.
In Nord- und Lateinamerika sowie dem Vereinigten Königreich wurde The Day I Became a God auf der Homepage von Funimation im Simulcast gezeigt; in Australien und Neuseeland zeichnete AnimeLab für die Ausstrahlung verantwortlich, während Wakanim die Anime-Serie ins Simulcast-Programm aufnahm.

## Handlung
Während sich Yūta Narukami auf die bevorstehenden Abschlussprüfungen seiner Oberschule vorbereitet, trifft er auf das mysteriöse Mädchen Hina Satō, die von sich behauptet, Odin zu sein. Sie prognostiziert, dass die Erde innerhalb der nächsten 30 Tage untergehen wird. Obwohl sie ihn mit in diversen richtigen Vorhersagen beeindruckt, bleibt er über ihre Vorhersage des Weltuntergangs skeptisch.
Die Geschichte dreht sich um Hina, die Yūta dabei unterstützt anderen Menschen zu helfen, während sie ihr neues Leben aufbaut. Mit der Zeit, die die beiden miteinander verbringen, entdeckt Yūta weitere Geheimnisse um Hina und nährt sich des Rätsels Lösung, wie Hina ein „Gott“ wurde.

## Produktion und Veröffentlichung
The Day I Became a God ist nach Angel Beats! aus dem Jahr 2010 und Charlotte, welcher 2015 erschien, die dritte Anime-Produktion, die in Zusammenarbeit zwischen Jun Maeda und Na-Ga in Zusammenarbeit mit dem Studio P.A. Works und Aniplex entstand.
Bereits Mitte April des Jahres 2019 bekundete der P.A.-Works-Produzent Mitsuhito Tsuji das Interesse, an einem Original-Anime mit dem Visual-Novel-Entwickler Key und Maeda arbeiten zu wollen. Ende November gleichen Jahres kündigte Key acht Projekte zum 21-jährigen Bestehen des Unternehmens an, darunter die Original Video Animation (OVA) Planetarium: Snow Globe, den Anime-Film Kud Wafter und Maedas Visual-Novel-Projekt Heaven Burns Red.
Am 1. April 2020 teaserten die Twitter-Profile von Angel Beats! und Charlotte ein neues Projekt an. Etwa sechs Wochen später, am 10. Mai, wurde The Day I Became a God in einem Livestream von P.A. Works und Aniplex auf Niconico offiziell angekündigt. In diesem Livestream wurde zudem bekannt, dass Maeda für das Konzept und das Skript verantwortlich ist und Na-Ga die Charaktere entwirft. Zudem wurde bekanntgegeben, dass der Anime im Oktober gleichen Jahres starten werde. Zudem gab P.A. Works bekannt, dass das Projekt bereits seit einem längeren Zeitraum in Arbeit ist und die Synchronarbeiten zu diesem Zeitpunkt aufgenommen seien. In einer Spezialsendung, die am 25. Mai auf Tokyo MX gezeigt wurde, gab man bekannt, dass Ayane Sakura die Rolle der Hina Sato sprechen werde und Yoshiyuki Asai, welcher bereits bei Charlotte Regie führte, als Regisseur zurückkehre.
Im Juli wurde ein erstes Werbevideo veröffentlicht, welches weitere am Anime-Projekt beteiligte Personen offenbarte. So war Manabu Nii für die Umsetzung des Charakterdesigns basierend auf Na-Gas Entwürfe verantwortlich; Manyo und Jun Maeda schrieben die Musik für die Serie. Zudem wurde in dem Video ein weiteres Werbevideo für September angekündigt. Nagi Yanagi und Jun Maeda sangen mit 君という神話 Kimi to Iu Shinwa (deutsch etwa: Dein Mythos) und Goodbye Seven Seas sowohl das Vorspann- als auch das Abspannlied.
Die Anime-Fernsehserie wurde zwischen dem 11. Oktober und dem 27. Dezember 2020 im japanischen Fernsehen unter anderem auf Tokyo MX, BS11, GTV, AT-X und weiteren Fernsehsendern gezeigt. Die Anime-Serie umfasst 12 Episoden, die zwischen dem 23. Dezember 2020 und dem 26. Mai 2021 auf sechs DVDs und Blu-ray-Discs in Japan erscheinen sollen.
Funimation sicherte sich die Rechte an der Veröffentlichung des Anime in Nord- und Lateinamerika sowie im Vereinigten Königreich; AnimeLab zeigte die Serie in Australien und Neuseeland, Wakanim in Europa und Muse Communication in Südostasien. Funimation kündigte an, dass die Serie eine Synchronisation in englischer Sprache erhält. Die erste Episode in englischer Sprache erschien am 1. November 2020.
In Deutschland wurde der Anime von Wakanim gezeigt. Am 30. Oktober 2020 wurde bekanntgegeben, dass die Serie eine deutschsprachige Synchronisation erhält; einen Tag darauf wurden die Synchronsprecher offiziell angekündigt.

## Synchronisation
| Rolle           | Japanischer Sprecher (Seiyū) | Deutscher Sprecher     |
| --------------- | ---------------------------- | ---------------------- |
| Yūta Narukami   | Natsuki Hanae                | Benjamin Levent Krause |
| Hina Satō       | Ayane Sakura                 | Julia Bautz            |
| Tokiko Narukami | Ryōka Yuzuki                 | Katharina Iacobescu    |
| Kyōko Izanami   | Yui Ishikawa                 | Kerstin Dietrich       |
| Ashura Kokuhō   | Ryōhei Kimura                | Uwe Thomsen            |
| Sora Narukami   | Yūki Kuwahara                | Jana Dunja Gries       |
| Daichi Narukami | Tarusuke Shingaki            | Mike Carl              |
| Hiroto Suzuki   | Chiharu Shigematsu           | Mio Lechenmayr         |
| Raita Oguma     | Ken’ichirō Matsuda           | Marc Rosenberg         |
| CEO             | Kikuko Inoue                 | Ulla Wagener           |
| Hikari Jingūji  | Haruka Terui                 | Anna Ewelina           |
| Kako Tengan     | Yū Shimamura                 | Janina Dietz           |

## Weitere Medien
The Day I Became a God erhielt eine Umsetzung als Manga mit Zeichnungen des Illustrators Zen. Dieser erschien auf Kadokawas Online-Label ComicWalker und Niconico Seiga sowie im Dengeki G’s Magazine des Verlegers ASCII Media Works.

## Reaktionen
Bei den Anime Trending Awards 2021 wurde der Anime in der Kategorie Beste Dramaserie nominiert.
Die erste Episode wurde von fünf Redakteuren der Anime-Plattform Anime News Network überwiegend negativ aufgenommen. So vergaben Caitlin Moore, James Beckett, Rebecca Silverman und Theron Martin jeweils zwei von fünf möglichen Sternen. Lediglich Nicholas Dupree bewertete die erste Episode mit vier von fünf Sternen positiv.